# Toomsboro (Géorgie)
Toomsboro est une ville américaine située dans le comté de Wilkinson, en Géorgie. Selon le recensement de 2020, sa population est de 383 habitants.